# Susana Pampín
Isabel Susana Pampín (San Antonio de Padua, Buenos Aires; 16 de diciembre de 1964) es una actriz, directora de teatro y escritora argentina. Es docente en la Universidad Nacional de las Artes.
A lo largo de su trayectoria artística, Pampín fue distinguida con dos premios Cóndor de Plata, cuatro premios Teatro del Mundo y un premio Teatro XXI.

## Biografía
Susana Pampín nació el 16 de diciembre de 1964 en la ciudad San Antonio de Padua en Buenos Aires. Es hija de padres campesinos oriundos de Galicia (España) que emigraron a Argentina, donde trabajaron como albañil y costurera. Pampín inició su formación artística en la década de los ochenta, tomando clases de teatro con Roberto Sainz y luego ingresó a estudiar actuación a la Universidad Nacional de las Artes.

## Carrera profesional
Los primeros trabajos de Pampín se desarrollaron en el teatro independiente, donde participó de las obras El deleite fatal (1988), La marquesa sobral (1990) y Los fracasados del mal (1992-1993) dirigidas por Vivi Tellas, que formaron parte de un ciclo llamado teatro malo. A partir de esto, Pampín fue vista por el director de cine Martín Rejtman, quien la convocó para un papel en la película de comedia dramática Silvia Prieto (1999).

## Filmografía

### Cine
| Año  | Título                                | Papel                      | Notas          |
| ---- | ------------------------------------- | -------------------------- | -------------- |
| 1995 | El censor                             | Recepcionista del hospital |                |
| 1999 | Silvia Prieto                         | Martha                     |                |
| 2002 | Tan de repente                        | Mujer en el auto           |                |
| 2002 | Barbie también puede estar triste     | Teresa (voz)               | Cortometraje   |
| 2003 | Nadar solo                            | Empleada del lavadero      |                |
| 2003 | Los guantes mágicos                   | Susana                     |                |
| 2004 | El juego de la verdad                 | Enfermera                  |                |
| 2004 | Música no                             |                            | Cortometraje   |
| 2005 | Géminis                               | Amanda                     |                |
| 2006 | Crónica de una fuga                   | Mamá de Claudio            |                |
| 2008 | La sangre brota                       | Marcela                    |                |
| 2009 | Francia                               | Norma                      |                |
| 2010 | Te extraño                            | Natalia                    |                |
| 2011 | Tierra de los padres                  |                            |                |
| 2011 | El notificador                        | Enfermera                  |                |
| 2012 | Que viva el agua                      | Dora                       | Cortometraje   |
| 2013 | Mala                                  | Mónica                     |                |
| 2014 | Dos disparos                          | Susana                     |                |
| 2014 | La ventana abierta                    | Delia                      | Cortometraje   |
| 2014 | Historias breves 9                    | Zulma                      |                |
| 2015 | Guilliver                             | Madre                      | Cortometraje   |
| 2015 | El eslabón podrido                    | Luz                        |                |
| 2015 | La luz incidente                      | Mamá de Luisa              |                |
| 2016 | Gilda, no me arrepiento de este amor  | Tita Scioli                |                |
| 2016 | Hija única                            | Marta                      |                |
| 2017 | Cetáceos                              | Teresa                     |                |
| 2017 | Las hormigas                          | Tía de Vera                | Cortometraje   |
| 2017 | La novela del desierto                | Estela                     |                |
| 2017 | Negros famosos                        |                            | Cortometraje   |
| 2018 | La flor                               | Margaret Thatcher          |                |
| 2018 | Rojo                                  | Profesora de música        |                |
| 2019 | Shakti                                | Psicóloga                  |                |
| 2019 | Margen de error                       | Iris                       |                |
| 2019 | Electric Swan                         | La astróloga               | Cortometraje   |
| 2020 | La muerte no existe y el amor tampoco | Úrsula                     |                |
| 2020 | El público                            |                            |                |
| 2021 | En compañía                           | N/A                        | Como guionista |
| 2022 | Los paseos                            | Laura                      |                |
| 2022 | Soñé que carneaban a Tom              |                            | Cortometraje   |
| 2022 | Argentina, 1985                       | Magda                      |                |
| 2023 | El muñeco                             |                            | Cortometraje   |
| 2023 | Terminal Young                        | Mamá de Sergio             |                |
| 2023 | The Urgency of the Dead               | Mujer cordobesa            |                |
| 2023 | León                                  | Débora                     |                |
| 2023 | Elena sabe                            | Docente                    |                |
| 2023 | Un pájaro azul                        | Nuria Palau                |                |
| 2024 | Un movimiento extraño                 | Cliente                    |                |
| 2024 | El agrónomo                           | Marcela                    |                |
| 2024 | Fire Supply                           | Mamá de Sergio             |                |
| 2024 | El jockey                             | Médica                     |                |

### Televisión
| Año        | Título                                      | Papel                  | Notas                         |
| ---------- | ------------------------------------------- | ---------------------- | ----------------------------- |
| 2008       | Algo habrán hecho por la historia argentina | Madame Lynch           |                               |
| 2010       | Lo que el tiempo nos dejó                   | Erminda Duarte         | Episodio: «Mi mensaje»        |
| 2014       | Bien de familia                             | Flora Kaplan           |                               |
| 2015       | Variaciones Walsh                           | Mamá de León           | Episodio: «Nota al pie»       |
| 2015       | Conflictos modernos                         | Mamá de Solana         | Episodio: «Algo habrán hecho» |
| 2016       | Educando a Nina                             | Dolores                |                               |
| 2019, 2023 | El jardín de bronce                         | Viviana Masachesi      |                               |
| 2020       | Manual de supervivencia                     | Verónica               |                               |
| 2021       | Días de gallos                              | Mujer del depto. vacío | Episodio: «El regreso»        |
| 2024       | Envidiosa                                   | Teresa                 |                               |

### Web
| Año  | Título          | Papel    | Notas           |
| ---- | --------------- | -------- | --------------- |
| 2017 | Kaselman e hijo | Verónica | Episodios 1 y 6 |

## Teatro
| Año        | Título                                    | Papel               | Lugar                                      |
| ---------- | ----------------------------------------- | ------------------- | ------------------------------------------ |
| 1988       | El deleite fatal                          |                     | Instituto Goethe                           |
| 1990       | La marquesa sobral                        |                     | Instituto Goethe                           |
| 1991       | La gran ilusión                           |                     | Teatro Nacional Cervantes                  |
| 1992-1993  | Los fracasados del mal                    |                     | Centro cultural Ricardo Rojas              |
| 1994       | Madera de reyes                           |                     | Teatro San Martín                          |
| 1996       | El relámpago (travesía)                   |                     | Teatro Nacional Cervantes                  |
| 1997       | En la jabonería de Vieytes                |                     | Teatro Nacional Cervantes                  |
| 2000-2001  | El precio de un brazo derecho             |                     | Babilonia / El Portón de Sánchez           |
| 2001-2002  | Perspectiva Siberia                       |                     | Falsa Escuadra                             |
| 2002       | La forma perfecta                         |                     | Espacio Callejón                           |
| 2002       | La sangre caliente de la tierra           |                     | Espacio Callejón                           |
| 2002       | Dedos, el musical                         |                     | Teatro San Martín                          |
| 2002       | Barrocos retratos de una papa             | Mildred Burton      | Teatro Sarmiento                           |
| 2003-2005  | Somos nuestro cerebro                     | Varios              | Centro cultural Ricardo Rojas              |
| 2005       | Somos nuestros genes                      | Varios              | Centro cultural Ricardo Rojas              |
| 2005-2007  | Los hijos de los hijos                    | Amparo              | Estudio La Maravillosa / Teatro La Máscara |
| 2008-2009  | El diario de Ana Frank                    | Petronella van Daan | Teatro Regina                              |
| 2009       | El hijo (sonen)                           |                     | Teatro El Galpón                           |
| 2009       | Tu eres para mi                           |                     | El Portón de Sánchez                       |
| 2009-2011  | El tiempo todo entero                     | Úrsula              | Espacio Callejón                           |
| 2013-2014  | Fauna                                     | María Luisa         | Espacio Callejón                           |
| 2015-2019  | Actriz                                    | Varios              | Espacio Polonia / Espacio Sísmico          |
| 2015       | Las noches vencidas                       |                     | Teatro San Martín                          |
| 2016-2024  | Tarascones                                | Raquel              | Varios                                     |
| 2017-2018  | Arde brillante en los bosques de la noche | Estela              | Teatro Sarmiento                           |
| 2019       | Reinos                                    |                     | Teatro Sarmiento                           |
| 2022, 2024 | Nada de carne sobre nosotras              |                     | Cementerio de la Chacarita                 |
| 2023-2024  | La obra                                   |                     | Gira iternacional                          |
| 2023-2024  | Sombras, por supuesto                     | Cristina            | Arthaus Central                            |
| 2023-2024  | La memoria futura                         | Elsa Sánchez        | Parque de la Memoria de Buenos Aires       |

### Otros créditos
| Año       | Título                | Papel              | Lugar                                            |
| --------- | --------------------- | ------------------ | ------------------------------------------------ |
| 1991-1992 | La brisa              | Directora y autora | Teatro Sarmiento / Centro cultural Ricardo Rojas |
| 2003-2005 | Somos nuestro cerebro | Directora y autora | Centro cultural Ricardo Rojas                    |
| 2005      | Somos nuestros genes  | Directora y autora | Centro cultural Ricardo Rojas                    |
| 2004      | Hoy en Noruega        | Directora          | Instituto Goethe                                 |
| 2007-2008 | Mirar el mar          | Directora y autora | Tadron Teatro                                    |

## Premios y nominaciones
| Año  | Organización                                    | Categoría               | Trabajao                                  | Resultado | Ref(s) |
| ---- | ----------------------------------------------- | ----------------------- | ----------------------------------------- | --------- | ------ |
| 2003 | Premios Florencio Sánchez                       | Mejor actriz de reparto | Barrocos retratos de una papa             | Nominada  | [ 7 ]  |
| 2006 | Premios Teatro del Mundo                        | Mejor actriz            | Los hijos de los hijos                    | Ganadora  | [ 8 ]  |
| 2006 | Premios Trinidad Guevara                        | Mejor actriz            | Los hijos de los hijos                    | Nominada  | [ 9 ]  |
| 2011 | Premios Teatro del Mundo                        | Mejor actriz            | El tiempo todo entero                     | Ganadora  | [ 8 ]  |
| 2014 | Premios Trinidad Guevara                        | Mejor actriz de reparto | Fauna                                     | Nominada  | [ 10 ] |
| 2015 | Premios Cóndor de Plata                         | Mejor actriz de reparto | Dos disparos                              | Nominada  | [ 11 ] |
| 2015 | Festival Internacional de Cine de Mar del Plata | Actriz revelación       | La luz incidente                          | Ganadora  | [ 12 ] |
| 2015 | Premios Teatro del Mundo                        | Mejor actriz            | Actriz                                    | Ganadora  | [ 13 ] |
| 2015 | Premios Luisa Vehil                             | Mejor actriz            | Actriz                                    | Nominada  | [ 14 ] |
| 2016 | Premios Sur                                     | Mejor actriz de reparto | La luz incidente                          | Nominada  | [ 15 ] |
| 2017 | Premios Cóndor de Plata                         | Mejor actriz de reparto | La luz incidente                          | Ganadora  | [ 16 ] |
| 2018 | Premios Teatro del Mundo                        | Mejor actriz            | Arde brillante en los bosques de la noche | Ganadora  | [ 17 ] |
| 2018 | Premios Teatro XXI                              | Mejor actriz            | Arde brillante en los bosques de la noche | Ganadora  | [ 8 ]  |
| 2021 | Premios Cóndor de Plata                         | Mejor actriz de reparto | La muerte no existe y el amor tampoco     | Ganadora  | [ 18 ] |
| 2023 | Premios Trinidad Guevara                        | Mejor actriz            | Sombras, por supuesto                     | Nominada  | [ 19 ] |
| 2023 | Premios María Guerrero                          | Actuación protagónica   | Sombras, por supuesto                     | Nominada  | [ 20 ] |